# 若尾民造
若尾 民造（わかお たみぞう、1854年1月2日（嘉永6年12月4日） - 1917年（大正6年）2月22日）は、日本の実業家、甲府市長（官選第7代）。

## 略歴
甲斐国甲府下一条町（現在の山梨県甲府市）に細田利兵衛の三男として生まれる。幼名は長次郎、姉の「はつ」は若尾逸平の夫人であり、姉婿である逸平に認められ明治5年（1872年）に逸平の養子となり、逸平の弟である横浜の若尾幾造の長女である若尾幾久と結婚。逸平の隠居により形式的には明治27年（1894年）に家督を相続したが、大正2年（1913年）の逸平の死後、実質的な若尾家の二代目となっている。
明治39年（1906年）7月7日の甲府市会において、満場一致で第7代甲府市長として若尾を推薦したが、市会議員全員に辞退の書簡を送付するなど若尾は推薦を辞退した。このため武田千代三郎山梨県知事らの重なる懇請により翻意し、同年7月24日の裁可を経て同日第7代甲府市長に就任したが、9か月後の明治40年（1907年）3月5日に辞任した。なお、辞任に際し後任の甲府市長に元山梨県知事の加藤平四郎を推薦している。
明治42年（1909年）に甲府商業会議所が創立すると5月6日に会頭に選出され、大正6年（1917年）2月22日（現職として死亡）まで務めている。また、実業面においては、若尾銀行頭取、東京電燈会長のほか、横浜正金銀行、東京瓦斯、横浜倉庫などの重役を務めている。
日露戦争後の1905年（明治38年）に山梨県・甲府市では増設師団の兵営誘致を進めており、民造は私有地を提供するなど積極的に誘致に携わっている。民造の用地提供で1908年（明治41年）に歩兵第49連隊（甲府連隊）の甲府常駐が決定すると、民造はさらに西山梨郡相川村（甲府市）周辺の用地も買収して提供した。
1912年（明治45年）には皇太子嘉仁親王（大正天皇）の山梨行啓が行われ、民造は宿舎となった甲府城稲荷曲輪に存在した公会堂である機山館の改修費を出資した。また、予備の宿舎には若尾銀行が充てられている。皇太子嘉仁親王は県内各地で甲府連隊の演習を視察している。

## 栄典
- 1897年（明治30年）6月30日 - 勲四等瑞宝章[1]

## 親族
- 実父：細田利兵衛 - 山梨県平民[2]
- 養父・姉婿：若尾逸平
- 岳父：初代 若尾幾造
- 義兄：若尾幾造 (2代)
- 長女：細田ゑい（1876年生） - 夫は越前勝山藩8代藩主小笠原長守の四男で、若尾民造の婿養子となった後、民造の生家である細田家を継いだ細田粲四郎
  - 玄孫：細田羅夢
- 二女：若尾きよの（1878年生） - 夫は広瀬久光の四男で、貴族院議員・衆議院議員の若尾璋八
- 三男：若尾謹之助（1882年生） - 若尾家三代目当主、貴族院議員。岳父に子爵の西寬二郞。
- 三女：若尾千代（1885年生) - 夫は若尾幾太郎（若尾幾造 (2代)長男）
- 四男：若尾鉄之助（1889年生) - 東京瓦斯、若尾銀行、松屋呉服店などの役員[3]。岳父に眼科医・宮下俊吉、義兄に宮下左右輔（藤原あきの前夫）、菊池義郎 (外交官)[4][5]。
- 四女：大橋れん（1887年生) - 夫は大橋進一（大橋新太郎長男）
- 五女：若尾政世（1891年生）- 夫は若尾金造（相吉次七の四男）。
- 六女：平沼藤野（1892年生) - 夫は平沼久三郞（平沼専蔵の三男）。姉・きよのの四男・光平を養子とし、その妻・澄子は大橋新太郎の七女[6]。
- 五男：若尾聖之助（1897年生） - 民造の養父・若尾逸平の養子となる。